# Est (Gelderland)
Est is een West-Betuws dorp in de Nederlandse provincie Gelderland. Het dorp, met 565 inwoners op 1 januari 2023, is gelegen rond een driehoekig dorpsplein met een nog functionerende waterpomp. Het maakt deel uit van de gemeente West Betuwe.

## Ligging
Het dorp ligt direct ten zuiden van de A15 en 5 kilometer ten oosten van de A2. Liggen alle overige dorpen van de vroegere gemeente Neerijnen aan de rivier de Waal, Est maakt daarop een uitzondering. Het dorp lag geïsoleerd en was vooral in de winter moeilijk bereikbaar. De oppervlakte van Est is betrekkelijk klein en omvat de hooggelegen Halsbreker, het laaggelegen Esterbroek, de Reijaard (of Riert) en de Mastmolen, dat gedeeltelijk Ophemerts grondgebied is.

## Geschiedenis
Waar de naam Est vandaan komt is niet geheel duidelijk. Het kan, naar analogie van verschillende andere plaatsen in deze streek, een zogenaamde boomnaam zijn, de woonplaats bij een es.
Het dorp kent een geschiedenis die teruggaat tot in de middeleeuwen. De eerste schriftelijke vermelding dateert uit 1316, maar het gebied was waarschijnlijk al eerder bewoond. Est ontwikkelde zich als esdorp rond een driehoekig dorpsplein waar zich een uit circa 1770 daterende waterpomp bevindt. 
De Hervormde Kerk aan de Dorpsstraat werd in het midden van de achttiende eeuw gebouwd. De witte zaalkerk is het enige rijksmonument in Est. De kerk heeft een tongewelf met trekbalken. De consistoriekamer werd later aangebouwd. Op het dak staat een torentje met daarin de kerkklokken. Tot de inventaris behoren onder meer een preekstoel met lezenaar, een zandloperhouder, een doopbekkenhouder en een lichtarm uit het einde van de achttiende eeuw. Verder zijn er een achttiende-eeuws tiengebodenbord en twee psalmbordjes. Het orgel uit 1764 werd vervaardigd door Mattheüs de Crane.

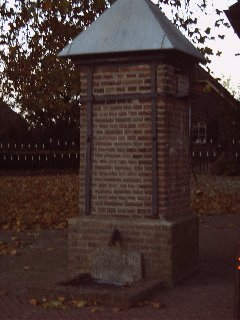
Dorpspomp op het dorpsplein in Est
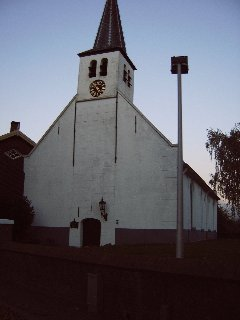
De kerk aan het dorpsplein in Est

### Heerlijkheid Est
Est was eeuwenlang een heerlijkheid, aanvankelijk in bezit van het adellijke geslacht Van Est, dat vermoedelijk in de 13e of 14e eeuw ook het kasteel van Est stichtte. In de 15e eeuw ging de heerlijkheid over op de familie Van Tuyl, die het gebied in de 16e eeuw verkocht aan Claes Vijgh. 
In september 1607 vond nabij Est een gewelddadig incident plaats. De overste Du Bols, ritmeester en president van de krijgsraad, werd op weg terug van de kermis in Geldermalsen overvallen door vijandige personen. Toen hij zich niet wilde overgeven, werd hij doodgeschoten. Zijn zoon werd gevangengenomen.

### Waterstrijd met Neerijnen
De inwoners van Est en van het naburige Neerijnen hadden in het verleden vaak tegengestelde belangen als het om de kering van hoogwater ging. Wateroverlast was een jaarlijks terugkerend probleem, en het beheer van de waterkeringen leidde soms tot conflicten. In het voorjaar van 1784 escaleerde een geschil over de Zwarte Kade: inwoners van Est staken deze kade tot zeven keer door om overtollig water kwijt te raken. Het stroomde dan echter richting Neerijnen. 'Die van Neerijnen' dichtten de kade steeds weer. Ondanks tussenkomst van hogere autoriteiten werd er geen oplossing voor het conflict gevonden.

### Bestuurlijke veranderingen
Van 1811 tot 1977 vormde Est samen met Opijnen de gemeente Est en Opijnen. In het kader van een gemeentelijke herindeling werd deze gemeente in 1978 opgeheven en toegevoegd aan de gemeente Neerijnen. Sinds 2019 maakt Est deel uit van de fusiegemeente West Betuwe.

## Economie
De economie van Est is bescheiden en wordt grotendeels gedragen door landbouw, fruitteelt en kleinschalige bedrijvigheid. Doordat het dorp midden in de Betuwe ligt, een regio die bekend staat om zijn vruchtbare rivierklei en de productie van appels, peren en kersen. Veel bewoners zijn dan ook direct of indirect betrokken bij de fruitteelt, hetzij als fruitteler, loonwerker of via familiebedrijven in de agrarische sector.
Naast de landbouw kent Est een aantal kleine ondernemingen, waaronder ambachtelijke bedrijven, zzp’ers in de bouw of dienstverlening, en enkele familiebedrijven. Door de rustige ligging en het landelijke karakter is er weinig grootschalige industrie. Veel inwoners werken buiten het dorp, bijvoorbeeld in Tiel, Geldermalsen of andere nabijgelegen plaatsen.
Hoewel de economische bedrijvigheid in Est kleinschalig is, speelt het dorp een rol in het grotere agrarische netwerk van de regio. Lokale samenwerking tussen telers en afnemers, vaak via coöperaties of 
familieverbanden, zorgt voor een zekere continuïteit in werkgelegenheid en productie.

## Onderwijs
Est beschikt over een basisschool die is ondergebracht in een Integraal Kindcentrum (IKC) genaamd IKC De Stek. Dit kindcentrum biedt onderwijs en opvang aan kinderen van 0 tot 12 jaar en is een samenwerking tussen Fluvium openbaar onderwijs en Chapeau Kinderwerk. Het onderwijs op De Stek is georganiseerd in combinatiegroepen waarbij kinderen van verschillende leeftijd en niveau samenwerken.

## Verenigingsleven
Est kent onder andere de volgende verenigingen:
- Oranjevereniging met ongeveer 300 leden;
- IJsvereniging 'De Meerweide'[3];
- Muziekvereniging Estemonda;
- Dorpstafel, met als doelstelling het vergoten van de sociale cohesie[4][5];
- Vereniging Verenigingsgebouw Est, met als doelstelling het beheren en onderhouden van het Dorpshuis[6];
- Vrouwen van Nu;
- Zumba gymnastiek club;
- Toneelvereniging.
- RV de Bergakkerruiters, paardensportvereniging
- Klaverjasvereniging

## Communicatie
- WhatsApp: de groepsapps Bewoners Est, Buurtpreventie Est
- Er is een Facebookpagina over het verleden van Est[7]

## Openbaar vervoer
De volgende buslijn rijdt door het dorp:
- Lijn 261 Geldermalsen - Meteren - Est (buurtbus van Arriva)